# Joseph Othmar von Rauscher
Joseph Othmar von Rauscher (Vienna, 6 ottobre 1797 – Vienna, 24 novembre 1875) è stato un cardinale e arcivescovo cattolico austriaco.

## Biografia

### I primi anni
Joseph Othmar von Rauscher nacque a Vienna il 6 ottobre 1797 e ricevette la propria prima educazione al ginnasio di Vienna, distinguendosi soprattutto nello studio della giurisprudenza e delle materie classiche; egli si dedicò particolarmente anche allo studio della poesia componendo anche alcuni versi che sono giunti sino a noi. Successivamente fu alunno dell'Università di Vienna ove si laureò in filosofia, legge e teologia.
Successivamente sviluppò la vocazione verso gli ordini religiosi ma venne contrastato fortemente dai suoi genitori che intendevano farne un uomo di legge. Vinte alla fine le resistenze dei parenti, entrò in seminario.

### La carriera ecclesiastica
Dopo la sua ordinazione avvenuta il 21 marzo 1823, Rauscher venne nominato curato a Hütteldorf (sobborgo di Vienna) e divenne poi professore di storia della chiesa e diritto canonico al seminario di Salisburgo dove il principe Friedrich Johann Joseph Cölestin von Schwarzenberg fu tra i suoi alunni. Direttore dell'Accademia Orientale di Vienna, divenne abate del monastero della Beata Vergine Maria di Komárom in Ungheria dal 15 settembre 1832. Nel gennaio del 1849, Schwarzenberg divenuto cardinale nominò il suo ex insegnante Principe-Vescovo di Seckau "in riconoscimento delle sue distinte qualità, conoscenze e servizi".
Con questo nuovo incarico Rauscher introdusse l'uso delle conferenze pastorali e restaurò le case missionarie dei redentoristi. Egli supportò particolarmente le associazioni religiose anche se questa sua attività in provincia lo tenne lontano dal centro di potere di Vienna per lungo tempo, evitandogli nel contempo scandali o invidie. Dal 29 aprile al 20 giugno 1849 partecipò al sinodo generale degli allora 25 vescovi austriaci ove ebbe un ruolo preminente malgrado la sua nomina fosse l'ultima in materia di anzianità. Al termine egli realizzò un programma completo dei punti discussi che venne distribuito ai vescovi presenti ed altri scritti li indirizzò al ministero dell'interno.
Nel contempo divenne anche amministratore diocesano per la diocesi di Leoben.

### Principe-Arcivescovo di Vienna e Cardinale
A Vienna, Rauscher, divenne influente tutore dell'Imperatore Francesco Giuseppe e confessore di Sofia di Baviera.
Rauscher fu il padre del Concordato del 1855 tra Austria e Santa Sede col quale vennero eliminate le limitazioni imposte sul finire del Settecento dal giuseppinismo e venne rafforzata la posizione del cattolicesimo nell'Impero. Il 14 settembre 1852 erano iniziati i negoziati per la stesura del concordato e Rauscher sul quale tutti confidavano per l'attuazione del patto venne nominato principe-arcivescovo di Vienna facendo il proprio ingresso solenne nella Cattedrale di Santo Stefano il 15 agosto 1853. Per promuovere l'azione diplomatica che stava conducendo, trovò giusto recarsi a Roma in visita al Santo Padre, cogliendo l'occasione per prendere parte alle solennità che definirono il dogma dell'Immacolata Concezione. Alla fine, il 18 agosto 1855, il concordato venne siglato ed il 5 novembre esso venne pubblicato come legge nell'Impero. Rauscher venne decorato con la Gran Croce dell'Ordine Reale di Santo Stefano d'Ungheria.
Alla buon riuscita del concordato, Rauscher venne nominato cardinale il 17 dicembre 1855, ricevendo la berretta cardinalizia ed il titolo di Santa Maria della Vittoria dal 23 dicembre del 1858. Dal 1º gennaio 1857 egli emanò delle precise istruzioni per i tribunali ecclesiastici (Instructio pro indiciis ecclesiasticis), che vennero ad essere fondati in tutte le sedi episcopali.
Egli dovette affrontare in quest'epoca anche le notevoli problematiche relative all'introduzione del matrimonio civile ed al suo valore rispetto a quello religioso, argomenti su cui anche la stampa discusse a lungo sino a quando l'imperatore non decise di prendere personalmente in esame la questione.
Egli prese parte quindi al Concilio Vaticano Primo dove propose oltre alla rivisitazione del concordato con l'Austria anche l'opportunità di creare un catechismo universale, oltre a perorare la causa dell'infallibilità del papa. La sua opera "Observationes quædam de infallibilitatis ecclesiæ subjecto", fatta stampare a Napoli, venne successivamente ristampata a Vienna e fu il caposaldo della sua politica ove il cardinale si preoccupò di "spiegare le decisioni proposte anche a quanti siano ostili alla Chiesa".
Egli protestò alacremente contro la soppressione dello Stato Pontificio il 20 settembre 1870 dopo l'occupazione di Roma da parte di Vittorio Emanuele II di Savoia.
Rauscher si spense il 24 novembre 1875 a Vienna all'età di 78 anni e la sua salma venne esposta nel duomo di Vienna per poi essere sepolta nella cattedrale presso il coro a pochi passi dall'altare. Separatamente, nella stessa chiesa, è visibile ancora oggi il suo monumento funebre.

## Genealogia episcopale e successione apostolica
La genealogia episcopale è:
- Cardinale Scipione Rebiba
- Cardinale Giulio Antonio Santori
- Cardinale Girolamo Bernerio, O.P.
- Arcivescovo Galeazzo Sanvitale
- Cardinale Ludovico Ludovisi
- Cardinale Luigi Caetani
- Cardinale Ulderico Carpegna
- Cardinale Paluzzo Paluzzi Altieri degli Albertoni
- Papa Benedetto XIII
- Papa Benedetto XIV
- Papa Clemente XIII
- Cardinale Giovanni Battista Caprara Montecuccoli
- Vescovo Dionys von Rost
- Vescovo Karl Franz von Lodron
- Vescovo Bernhard Galura
- Vescovo Giovanni Nepomuceno de Tschiderer
- Cardinale Friedrich Johann Joseph Cölestin von Schwarzenberg
- Cardinale Joseph Othmar von Rauscher

La successione apostolica è:
- Arcivescovo Jakub Bosagi, C.A.M. (1855)
- Vescovo Bartholomäus Widmer (1860)
- Cardinale Johann Baptist Rudolf Kutschker (1862)
- Vescovo Dominik Mayer (1863)